# Смирнова Наталя Володимирівна
Наталя Володимирівна Смирнова (рос. Наталья Владимировна Смирнова; нар. 11 травня 1979, Новочебоксарськ, Чуваська АРСР, РРФСР) — російська борчиня вільного стилю, дворазова срібна і дворазова бронзова призерка чемпіонатів Європи, срібна призерка Кубку світу. Заслужений майстер спорту Росії з вільної боротьби.

## Біографія
Боротьбою почала займатися з 1995 року. Перший тренер — М. П. Бєлов. Вихованка Новочебоксарської ДЮСШ № 1. Закінчила Новочебоксарське середнє спеціалізоване училище олімпійського резерву. Була чемпіонкою Європи серед юніорів 1999 року та бронзовою призеркою цих змагань у 1998. Дворазова срібна призерка чемпіонатів світу серед юніорів.
Дворазова бронзова (2011, 2012) і дворазова срібна (2007, 2009) призерка чемпіонатів Росії, чемпіонка Росії 2008 року.
У збірній команді Росії з 2002 до 2012 року.
Завершила спортивну кар'єру у 2012 році.
Після завершення активних виступів на борцівському килимі стала тренером жіночої збірної команди Росії з вільної боротьби (2012—2015). У 2015 призначена старшим тренером юніорської жіночої збірної команди Росії з вільної боротьби.
Сестра-близнюк заслуженого майстра спорту Росії з вільної боротьби, чемпіонки світу, дворазової чемпіонки Європи — Ольги Смирнової.

## Спортивні результати на міжнародних змаганнях

### Виступи на Чемпіонатах світу
| Змагання                        | Збірна | Вагова категорія          | Місце |
| ------------------------------- | ------ | ------------------------- | ----- |
| Чемпіонат світу з боротьби 2005 | Росія  | жіноча боротьба, до 51 кг | 9     |
| Чемпіонат світу з боротьби 2008 | Росія  | жіноча боротьба, до 55 кг | 6     |

### Виступи на Чемпіонатах Європи
| Змагання                         | Збірна | Вагова категорія          | Місце  |
| -------------------------------- | ------ | ------------------------- | ------ |
| Чемпіонат Європи з боротьби 2002 | Росія  | жіноча боротьба, до 55 кг | 4      |
| Чемпіонат Європи з боротьби 2005 | Росія  | жіноча боротьба, до 51 кг | Срібло |
| Чемпіонат Європи з боротьби 2006 | Росія  | жіноча боротьба, до 51 кг | Бронза |
| Чемпіонат Європи з боротьби 2009 | Росія  | жіноча боротьба, до 55 кг | Бронза |
| Чемпіонат Європи з боротьби 2010 | Росія  | жіноча боротьба, до 59 кг | 5      |
| Чемпіонат Європи з боротьби 2012 | Росія  | жіноча боротьба, до 63 кг | Срібло |

### Виступи на Кубках світу
| Змагання                    | Збірна | Вагова категорія          | Місце  |
| --------------------------- | ------ | ------------------------- | ------ |
| Кубок світу з боротьби 2005 | Росія  | жіноча боротьба, до 51 кг | Срібло |

### Виступи на інших змаганнях
| Змагання                                           | Збірна | Вагова категорія          | Місце  |
| -------------------------------------------------- | ------ | ------------------------- | ------ |
| Гран-прі Німеччини з боротьби 2007                 | Росія  | жіноча боротьба, до 55 кг | Срібло |
| Гран-прі «Іван Яригін» 2009                        | Росія  | жіноча боротьба, до 55 кг | Золото |
| Klippan Lady Open 2009                             | Росія  | жіноча боротьба, до 55 кг | Золото |
| Золотий Гран-прі з боротьби 2010 (Красноярськ)     | Росія  | жіноча боротьба, до 59 кг | Срібло |
| Klippan Lady Open 2010                             | Росія  | жіноча боротьба, до 59 кг | Бронза |
| Золотий Гран-прі з боротьби 2010 (Кліппан )        | Росія  | жіноча боротьба, до 59 кг | Бронза |
| Золотий Гран-прі з боротьби 2011 (Баку)            | Росія  | жіноча боротьба, до 63 кг | Бронза |
| Відкритий чемпіонат Польщі з вільної боротьби 2011 | Росія  | жіноча боротьба, до 63 кг | Бронза |
| Золотий Гран-прі з боротьби 2012 (Красноярськ)     | Росія  | жіноча боротьба, до 63 кг | Срібло |
| Золотий Гран-прі з боротьби 2012 (Кліппан )        | Росія  | жіноча боротьба, до 63 кг | Бронза |
| Відкритий чемпіонат Польщі з вільної боротьби 2012 | Росія  | жіноча боротьба, до 63 кг | 10     |

### Виступи на змаганнях молодших вікових груп
| Змагання                                       | Збірна | Вагова категорія          | Місце  |
| ---------------------------------------------- | ------ | ------------------------- | ------ |
| Чемпіонат Європи з боротьби серед юніорів 1998 | Росія  | жіноча боротьба, до 50 кг | Бронза |
| Чемпіонат світу з боротьби серед юніорів 1998  | Росія  | жіноча боротьба, до 50 кг | Срібло |
| Чемпіонат Європи з боротьби серед юніорів 1999 | Росія  | жіноча боротьба, до 50 кг | Золото |
| Чемпіонат світу з боротьби серед юніорів 1999  | Росія  | жіноча боротьба, до 50 кг | Срібло |